# 夜半亭
夜半亭（やはんてい）は江戸時代の俳諧の一派で三代続いた。
- 一世・早野巴人（はやの　はじん、延宝4年（1676年） - 寛保2年（1742年））
  - 晩年の元文2年（1737年）江戸日本橋本石町に夜半亭を構え夜半亭宋阿（そうあ）と名乗ったことに始まる。

- 二世・与謝蕪村（よさ ぶそん、享保元年（1716年） - 天明3年（1784年））
  - 明和7年（1770年）に宋阿の弟子であった蕪村が宋阿の死後28年目に継承。

- 三世・高井几董（たかい　きとう、寛保元年（1741年） - 寛政元年（1789年））
  - 天明6年（1786年）に蕪村の弟子であった几董が蕪村の死後継承。